# 饮水思源BBS

饮水思源BBS站Web界面，2007年1月

饮水思源BBS，全称为上海交通大学饮水思源BBS站，由上海交通大学的唐双意老师和学生方哲（账号Only）、陶冶（账号ty）等人于1996年4月18日创建，站名取自上海交通大学的校训“饮水思源，爱国荣校”。目前其主管部门是上海交通大学网络信息工作领导小组，现有版面450个。自2018年起，饮水思源BBS限制为只能在上海交通大学校园网访问（具有jAccount帐号的上海交通大学的师生可以用VPN连接到校园网后访问）。

饮水思源BBS站Telnet界面，2007年1月

## 历史
饮水思源BBS站的历史最早可以追溯到1995年10月左右。当时，上海交通大学网络中心的唐双意老师和大四学生陶冶（账号ty）安装了英文的Eagle BBS，之后更换为中文的Firebird BBS，这成为了上海交通大学最早的BBS。 随后在1996年4月18日，唐双意老师和学生方哲（账号Only）、陶冶（账号ty）等人正式安装了Firebird BBS，标志着饮水思源BBS站的正式诞生。 
然而，在1996年9月初，BBS站的服务器所在机房遭遇断电，导致硬盘数据丢失，饮水思源BBS站被迫暂时关闭。 不过，在同年11月18日，饮水思源BBS站成功重建并重新开站，并发布了Web界面。 由于此次重建意义重大，饮水思源BBS站一度将此日作为其诞生纪念日。 重建后的BBS站开始实行站长制度，步入正规化管理。
1997年4月，饮水思源BBS站举行了第一次站庆（当时称为半周年站庆），并形成了每半年一次站庆的惯例。 1998年，随着上海交通大学网络条件的改善，越来越多的学生开始接触和使用BBS，饮水思源BBS站进入了快速发展阶段，同时在线人数接近200人。  1999年3月，BBS站的IP地址改为202.112.26.39。
到了2000年，上海交通大学学生宿舍开通了网络，BBS更加深入地融入到学生的生活中，用户数量也迅速增长。 为了更好地管理BBS站，站方在2000年初开始实行分区常委（后改名为区长）制度，形成了站长、区长、板主的三级管理梯队。  同年4月，饮水思源BBS站举行了四周年站庆（时称三周年半站庆）暨第一届奥斯卡颁奖晚会，并形成了每年一次站庆和一次奥斯卡颁奖晚会的惯例。  2000年10月，BBS站成立了技术智囊团，负责BBS的系统维护和升级，并在同年12月成功完成了硬件升级。
2003年4月，饮水思源BBS站同时在线人数突破2000人。 紧接着在5月，BBS站开始实行账号管理员制度，账号管理员负责账号申请的审批。  2004年2月，同时在线人数突破3000人。 同年4月，BBS站开始实行站务助理制度，站务助理在特定管理事务中协助站长。 6月，BBS站开始实行板主培训制度，用户担任板主须先经过培训和考核获得板主上岗资格，以此提高板主的管理水平。
2005年3月，中华人民共和国教育部下达文件，要求各高校的BBS必须向实名制下校内交流平台改造。 饮水思源BBS站开始实行邮箱认证注册制度，注册账号须经过高校实名电子邮箱认证尚能获得发表文章的权利，并承诺用户的注册信息受保护。 同年5月，BBS站成立了仲裁团，负责受理用户对管理人员的投诉与弹劾，实现管理权和裁判权的分离。
此后，饮水思源BBS站继续发展，并分别在2006年2月，2007年4月，2008年4月，2009年4月，2010年4月，和2011年5月举行了十周年，十一周年，十二周年，十三周年，“一世情缘”十四周年，以及“萍水相逢”十五周年站庆。